# Tomislav Karlo
Tomislav Karlo (Split, Croacia, 21 de diciembre de 1970) es un nadador, retirado, especializado en pruebas de estilo espalda. Fue medalla de plata en 50 metros espalda en el año 1996 y en el 1999.

## Palmarés internacional
| Campeonato Europeo de Natación en Piscina Corta | Campeonato Europeo de Natación en Piscina Corta | Campeonato Europeo de Natación en Piscina Corta | Campeonato Europeo de Natación en Piscina Corta |
| Año                                             | Lugar                                           | Medalla                                         | Prueba                                          |
| ----------------------------------------------- | ----------------------------------------------- | ----------------------------------------------- | ----------------------------------------------- |
| 1996                                            | Rostock (Alemania)                              | Medalla de plata                                | 50 m espalda                                    |
| 1996                                            | Rostock (Alemania)                              | Medalla de plata                                | 4 × 50 m libre                                  |
| 1999                                            | Lisboa (Portugal)                               | Medalla de plata                                | 50 m espalda                                    |
| 2000                                            | Valencia (España)                               | Medalla de bronce                               | 4 × 50 m libres                                 |